# レバー作戦
レバー作戦 (Operation Lever) は、第二次世界大戦中の1940年7月にイギリス海軍のH部隊が実行したヴィシー・フランス海軍の「ダンケルク」への航空作戦である。

## 背景

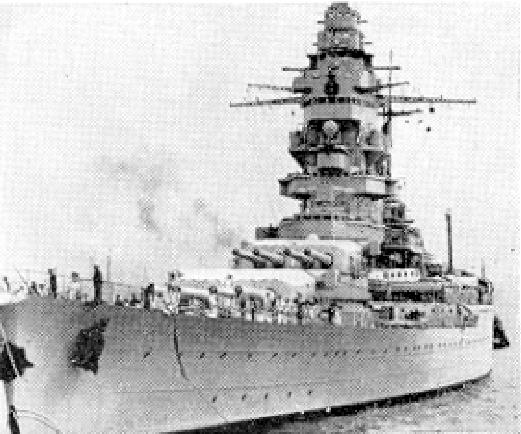
戦艦「ダンケルク」

1940年7月3日にH部隊はアルジェリアのメルセルケビール在泊のヴィシー・フランス艦隊を攻撃し大きな損害を与えた（メルセルケビール海戦）。この攻撃で戦艦ダンケルクは機関部と水線区に損傷を受けて中破されており、その損傷具合により艦長は脱出困難と判断した事によりダンケルクは僚艦「ストラスブール」の脱出を支援した後は、湾内の浅瀬に故意に座礁させて浸水を防いだ。この時点でフランス側でダンケルクは火力と機関の半分が損傷したが、ダンケルクが行動可能となるのにそれほど時間はかからないと考えていた。フランスの公式発表によりイギリスもそれを知り、H部隊に対する再攻撃が命じられた。しかし、ダンケルクの停泊位置が民間人の集落に近いことから、民間への犠牲を出さないようにするため、出撃後に攻撃方法が戦艦による艦砲射撃から航空母艦搭載機による雷撃へと変更された。

## 作戦経過
1940年7月5日20時にH部隊はジブラルタルから出撃した。作戦に参加したのは次の艦艇であった。
- 戦艦：ヴァリアント
- 巡洋戦艦：フッド
- 航空母艦：アーク・ロイヤル
- 軽巡洋艦：アリシューザ、エンタープライズ
- 駆逐艦：10隻

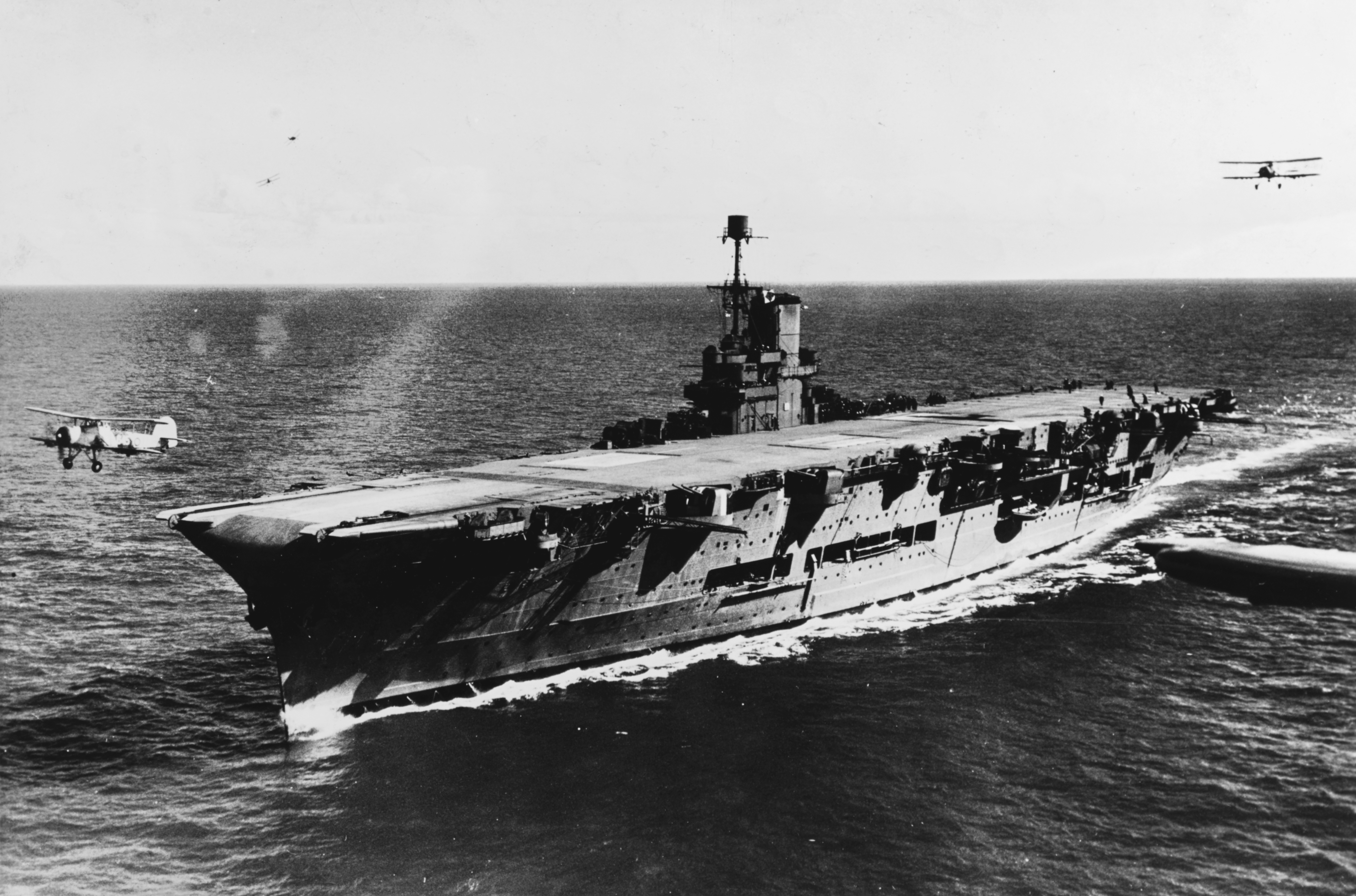
航空母艦「アーク・ロイヤル」
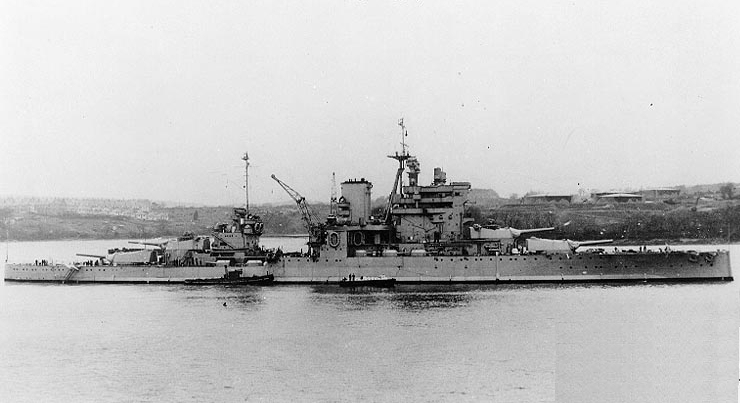
戦艦「ヴァリアント」
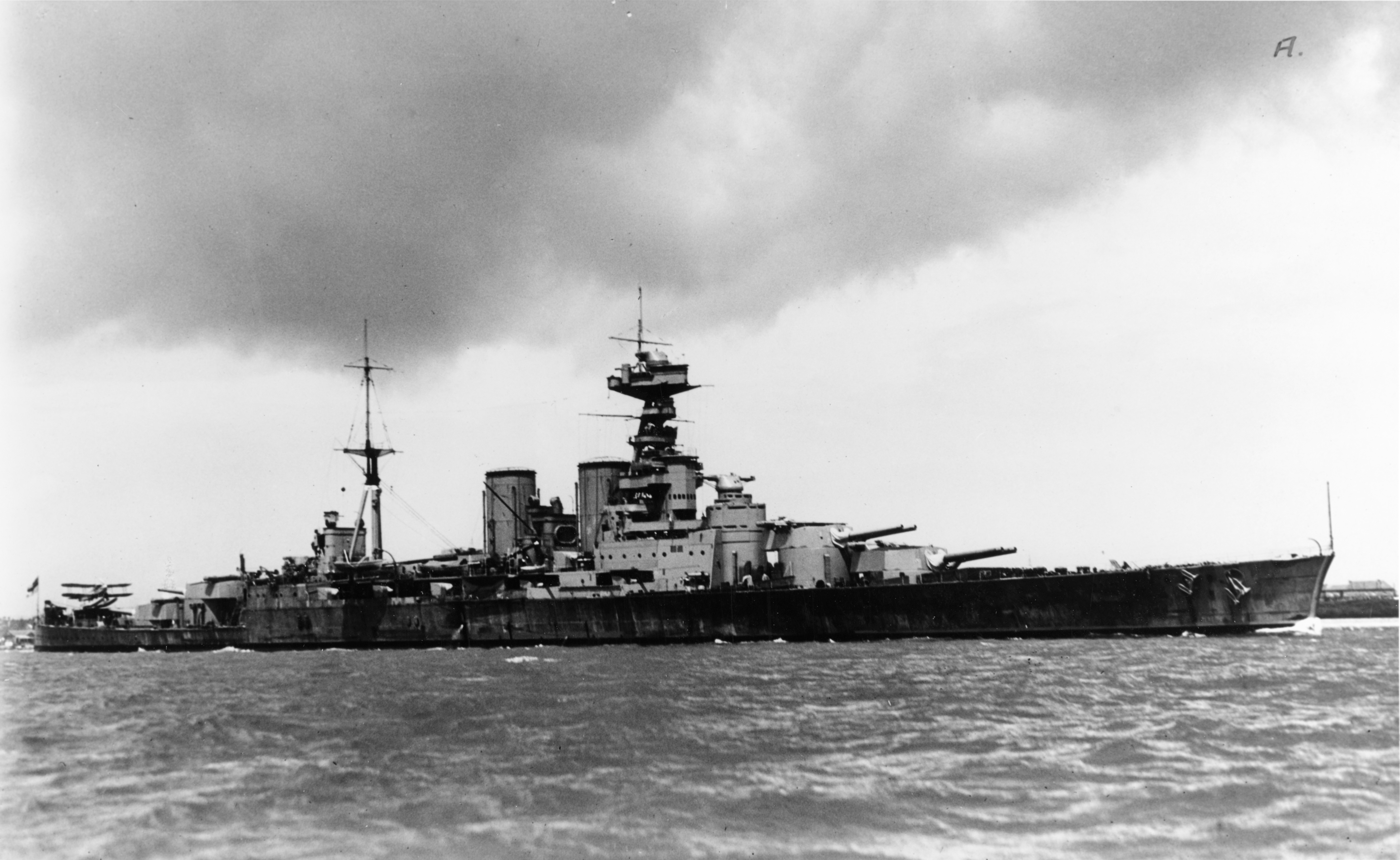
巡洋戦艦「フッド」

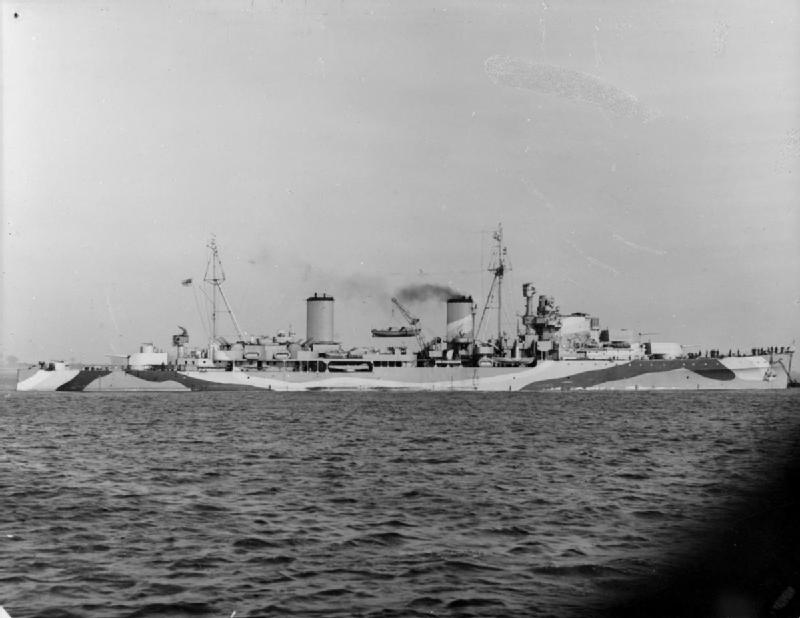
軽巡洋艦「アリシューザ」
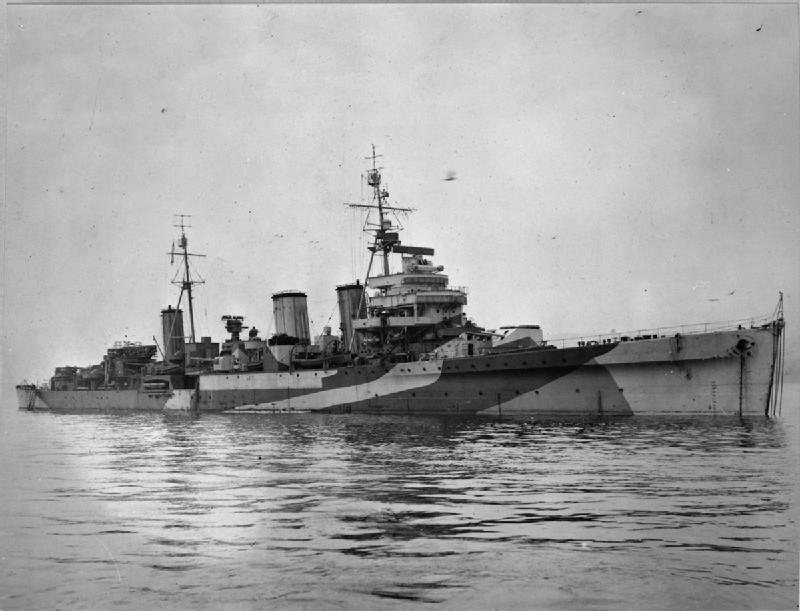
軽巡洋艦「エンタープライズ」
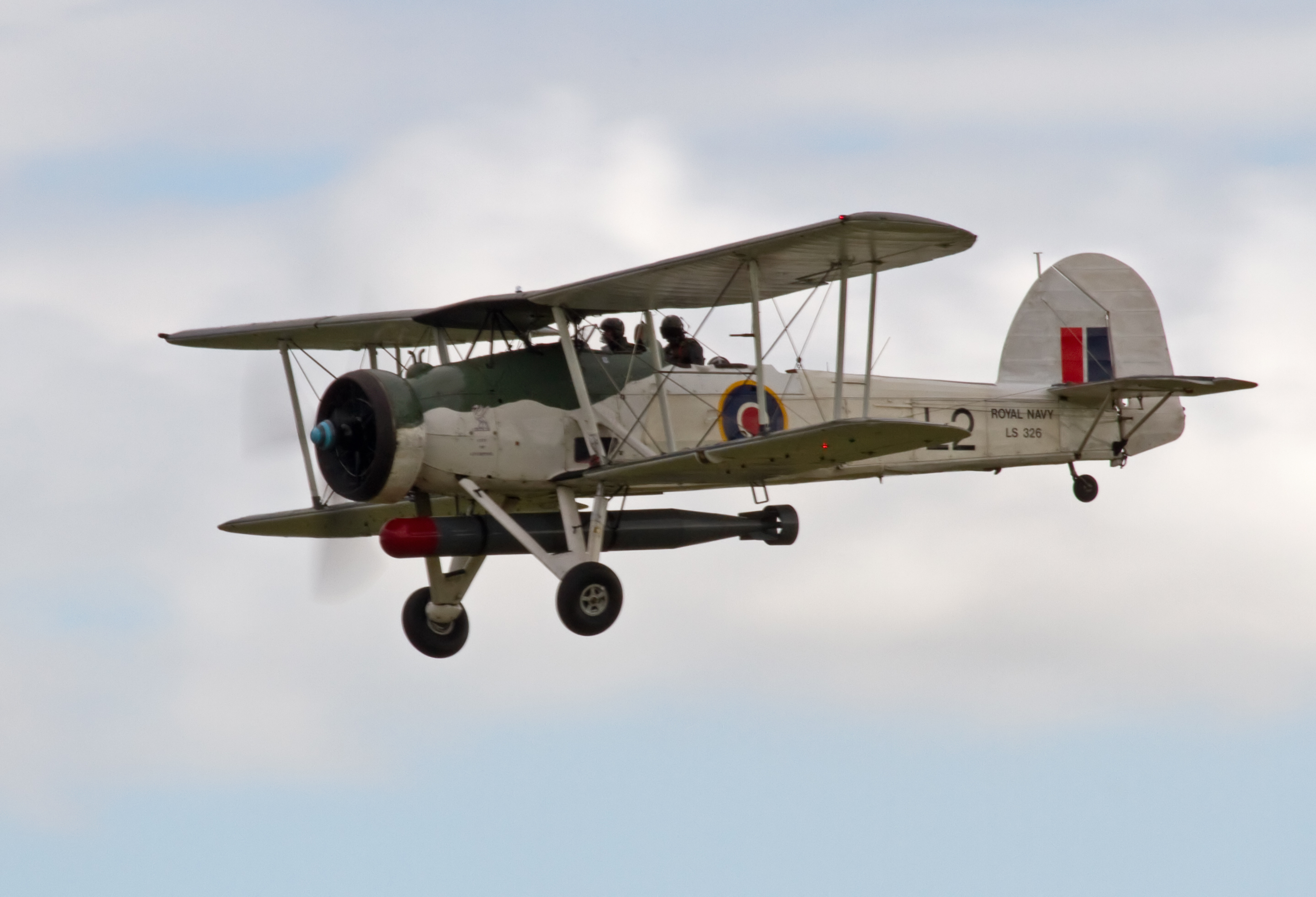
艦上雷撃機フェアリー・ソードフィッシュ
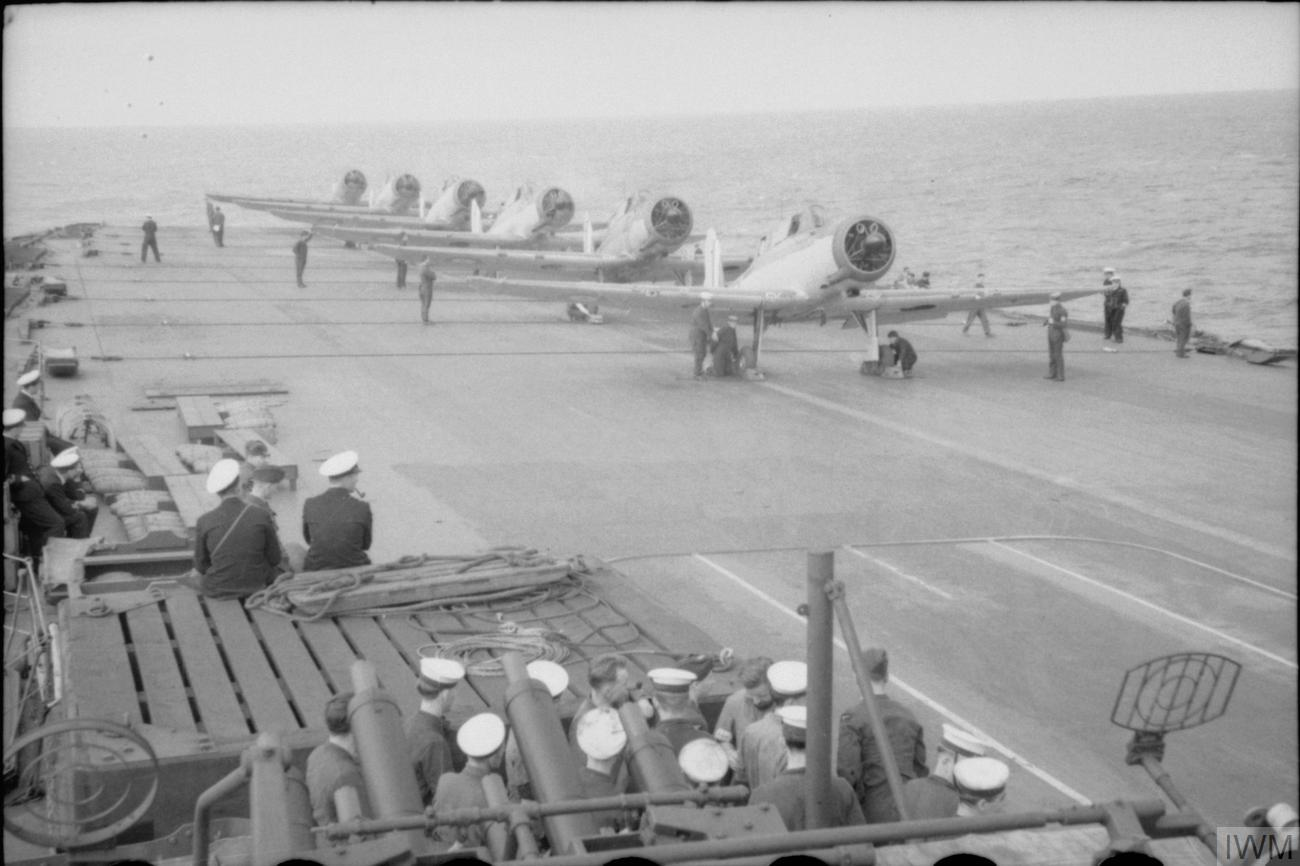
艦上攻撃機ブラックバーン・スクア

7月6日5時20分に第1次攻撃隊（ソードフィッシュ6機）が、5時45分に第2次攻撃隊（ソードフィッシュ3機、スクア6機）が、そして6時20分に第3次攻撃隊（ソードフィッシュ3機、スクア6機）が発進し、ダンケルク攻撃をおこなった。
H部隊は7月6日18時30分にジブラルタルに帰投した。

## 両軍の損害
第1次攻撃隊の攻撃では、哨戒艇Terre-Nwuveに魚雷1本が命中したが不発であった。第2次攻撃で再びTerre-Nwuveに魚雷が命中、搭載爆雷が誘爆しダンケルクにも被害をもたらした。第3次攻撃ではタグボートエストレル（Esterel）に魚雷が命中し、エストレルは沈没した。
イギリス軍は少なくとも魚雷5本は確実にダンケルクに命中したと判断していた。
イギリス側では、第3次攻撃隊のスクア1機が損傷し不時着したが、搭乗員は駆逐艦によって救助された。
この攻撃でもイギリス海軍はダンケルクを撃沈できず、フランス側ではダンケルクに応急処置を施し、地中海を横断してトゥーロンに帰還させてしまった。